# Паджен, Анка
Анка Паджен (серб. Анка Пађен, 9 января 1924, Црно — 10 марта 1945, Лешче) — югославская партизанка, участница Народно-освободительной войны Югославии, Народный герой Югославии.

## Биография
Родилась 9 января 1924 в селе Црно близ Цриквенице. В 13-летнем возрасте ушла работать в Брибир, чтобы помогать больным родителями. Работала в доме портнихи помощницей. В 1940 году устроилась на работу в конюшню в Цриквенице, где и встретила войну. Ушла в партизаны после начала войны, весной 1942 года вступила в ряды Леденицкой партизанской роты. С середины 1942 года несла службу в батальоне имени Любицы Геровац под командованием Срдяна Узельца, участвовавшего в боях за Лику.
В октябре 1942 года Анка была зачислена в 6-ю хорватскую ударную бригаду (1-я рота, 4-й молодёжный батальон), позднее переведена во второй батальон. В феврале 1943 года перед битвами за Велуне, Пребой и Любове назначена на должность командира взвода. Спустя некоторое время была принята в Компартию Югославии, затем была назначена командиром роты. В январе 1944 года в битве при Дрежнице девушка была тяжело ранена, ей пришлось ампутировать кисть левой руки. В мае 1944 года в Дрваре на II съезде ОСАОЮ (Объединённых сил Антифашистского освобождения Югославии) избрана в состав руководства. В конце 1944 года в звании второго лейтенанта переправлена в Приморско-Горанский военный округ для проведения разведки, позднее вернулась в роту.
Погибла 10 марта 1945, находясь в составе 43-й истрийской дивизии и сражаясь за Карловац. 20 декабря 1951 посмертно награждена званием Народного героя Югославии.